# Sunetra Gupta
Sunetra Gupta (née le 15 mars 1965) est une romancière et professeure d'épidémiologie théorique à l'université d'Oxford, se spécialisant dans l'étude des agents infectieux responsables de la malaria, du VIH, de la grippe et de la méningite,,,,,.

## Biographie
Gupta naît à Calcutta, la fille de Dhruba et Minati Gupta. Elle obtient une licence de biologie de Princeton et un doctorat de l'Imperial College London.

## Carrière scientifique
Gupta est actuellement professeure d'épidémiologie théorique au département de zoologie de l'université d'Oxford. Elle fait partie de l'European Advisory Board de Princeton University Press.
Elle obtient la médaille scientifique de la Société zoologique de Londres et le prix Rosalind-Franklin de la Royal Society pour ses recherches.
Son portrait est affiché aux côtés de ceux d'autres femmes scientifiques comme Marie Curie en juillet 2013, à la Summer Science Exhibition de la Royal Society.
Elle fait partie des rédactrices de la déclaration de Great Barrington.

## Carrière littéraire
Gupta écrit ses premiers ouvrages de fiction en bengali. Elle traduit les poèmes de Rabindranath Tagore, puis publie plusieurs romans en anglais. En octobre 2012, son cinquième roman, So Good in Black, fait partie de la liste de nommés du DSC Prize for South Asian Literature.

### Romans
- Memories of Rain. Penguin Books India, New Delhi 1992,  (ISBN 978-0-14-016907-2).
- The Glassblower's Breath (1993)
- Moonlight into Marzipan (1995)
- A Sin of Colour (1999)
- So Good in Black (2009)